# Gasteracantha westringi
Gasteracantha westringi là một loài nhện trong họ Araneidae.
Loài này thuộc chi Gasteracantha. Gasteracantha westringi được Eugen von Keyserling miêu tả năm 1864.